# Ulba

Ulba (ruski: Ульба́) — rijeka, koja teče kroz Istočnokazašku oblast Republike Kazahstan. Formira se pri spajanju rijeka Gromotuha i Tihaja, s podrijetlom u Ivanovskom i Ubinskom hrbtu (Rudnyj Altaj). Na području grada Oskemena (bivši Ust-Kamenogorsk) ulijeva se u rijeku Irtiš (desna pritoka). Na rijeci se nalazi Leninogorska kaskada hidroelektrana.
Duljina 100 km, površina porječja 4.990 km². Podrijetlo vode je mješovito, uz prevagu snijega (sniježno – 51, kišno – 28, podzemne vode – 21%). Zamrzava se u studenom – prosincu, otapa se u travnju u prosjeku, proljetno plovljenje leda na rijeci (naselje Ulba) počinje 7. travnja, obično završava 14. travnja. Unutar grada Oskemena (Ust-Kamenogorska) rijeka nije potpuno obložena ledom pod utjecajem industrijskih ispusta. U sredinjem toku snaga ledenog pokrivača dostiže od 12 do 79 cm, maksimalna — 96 cm.
Prosječni istjek od 99,7 m³/s, najviši – 160, najniži 49,3 m³/s, godišnji modul protoka: najveći – 32,7; prosječni 20,3; najniži – 10,1 l/s po km². Srednja amplituda kolebanja razine vode u rijeci je 217 cm, najviša — 388 cm.
Prosječno dugoročno otjecanje rijeke Ulbe uglavnom određuje struktura bilance vode porječja. Bazen rijeke Ulbe prima obilne oborine: na ušću – 500, na visini od oko 1,5 km više od 1.500, za hladno razdoblje – više od 500 mm godišnje.
Nakon tranzicije dnevnih, a posebno srednje‑dnevnih temperatura zraka kroz 0 °C u proljeće počinje intenzivno topljenje snijega: u prvom razdoblju od 4 – 6 do 15 – 16 mm/dan, u posljednjem razdoblju — 30 – 35 mm/dan ili više. 
Razdoblje proljetno‑ljetnih visokih voda dolazi od travnja do srpnja, trajanje dizanja vode je do 50 dana, najveći istjeci promatrani su u prvoj – drugoj dekadi svibnja i do 2000–2200 m³/s.
Dolina Ulbe nalazi se u slikovitom planinskom tjesnacu s hridima. Protjecanje je brzo, ima mnoge brzace. Krajolik poplavnih ravni varira ovisno o visini. U gornjem toku dominiraju sive stijene i sipine, niže se nalaze svijetle alpske livade. Trave se zamjenjuju cedrom, jelom, smrekom, arišem, borom, vrbom, brezom. Prostrane prosjeke svugdje su obrasle grmljem. Tamo gdje se širi dolina, zelene se livade. 
Na desnoj pritoci Ulbe — rijeci Tihaja – nalazi se grad Ridder (bivši Leninogorsk) – glavni centar za rudarstvo i obojenu metalurgiju, Istočnokazaške oblasti. U gornjem toku Ulbe u podnožju Ivanovskog hrbta izgrađena je hidroelektrana koja se nalazi pokraj naselja gradskog tipa (Ulba), željeznička stanica, rudnici Ridderskog kompleksa za obogaćivanje (bivši Leninogorski polimetalni kombinat), tvornica za preradu drva.
Po Ulbi turisti mogu poduzeti vodna putovanja duljine od 90 – 100 km (2 kategorija složenosti). Trajanje splavarenja je 4–5 dana. Sezona — svibanj–kolovoz. Početna točka rute – stanica Tišinka, do koje turisti mogu doći iz Oskemena (Ust-Kamenogorska) željezničkom prugom.